# Sacred Ceremonies: Ritual Music of Tibetan Buddhism
Sacred Ceremonies: Ritual Music of Tibetan Buddhism — альбом, записанный монахами монастыря Дип-Це-Чок-Линг, расположенного в индийском городе Дхарамсала. Выпущен в 1990 году на лейбле Fortuna Records.

## Предыстория
Ритуальные песнопения монахов монастыря Дип-Це-Чок-Линг восходят к XVIII веку, когда в Тибете был основан их родной монастырь. Позже они были вынуждены переселиться в Дхарамсалу, небольшой город в предгорьях Гималаев. Группа тибетских буддистов состоит из 47 монахов. В 1989 году продюсер Дэвид Парсонс и его жена Кей трижды посещали монастырь, чтобы записать ритуальную музыку монахов. К моменту второй сессии монахи провели подготовительную репетицию. Этот конкретный монастырь известен уникальным стилем пения на низких тонах, называемым гья ме. Монахи так увлеклись записью, что уговорили 70-летнего настоятеля монастыря, Калсанга Норбу, возглавить песнопения на последнем треке.

## Список композиций
| №                   | Название                                                       | Длительность |
| ------------------- | -------------------------------------------------------------- | ------------ |
| 1.                  | «The Offerings for General Protectors (Sarkam)»                | 13:02        |
| 2.                  | «A Prayer of Kala Rupa»                                        | 6:25         |
| 3.                  | «The Praises for Guyashamaya (Sangva Duva)»                    | 5:41         |
| 4.                  | «The Prayers of Forgiveness (Sosol)»                           | 5:27         |
| 5.                  | «A Traditional Composition for Gya Ling and Dung Chen»         | 4:53         |
| 6.                  | «Dedications in Verses (Monlam)/Guru Puja (Lama Chophey Tsok)» | 26:36        |
| Общая длительность: | Общая длительность:                                            | 62:04        |